# آنا إيرين ديلغادو
آنا إيرين ديلغادو (بالإسبانية: Ana Irene Delgado)‏ هي محامية ودبلوماسية بنمية، ولدت في 18 أبريل 1982 في بنما في بنما.